# Tourisme solidaire
 (janvier 2015).
Si vous disposez d'ouvrages ou d'articles de référence ou si vous connaissez des sites web de qualité traitant du thème abordé ici, merci de compléter l'article en donnant les références utiles à sa vérifiabilité et en les liant à la section « Notes et références ».
Pour les articles homonymes, voir Tourisme (homonymie).
Le tourisme solidaire est une forme de tourisme durable qui s’inscrit dans les principes du tourisme responsable et du tourisme équitable, il est un type de tourisme alternatif.
Dans ce sens, l’activité touristique est respectueuse de l’environnement naturel et culturel, privilégie la rencontre et l’échange, participe de manière éthique au développement local.  
Toutefois, le tourisme solidaire va plus loin : l'activité ne profite pas qu'à un seul individu, elle concerne un groupe de personnes impliquées dans un projet. Pour qu'un projet soit réellement solidaire, donc profite à toutes les personnes impliquées, la distribution des ressources et des tâches doit être discutée localement de manière collective entre tous les membres du projet. 

Ritimo, un réseau d'information spécialisé sur la solidarité, en propose la définition suivante : 
« Le tourisme solidaire, s'inscrivant à la fois dans une perspective "responsable" et "équitable", mais plus directement associé à des projets de solidarité : soit que le voyagiste soutienne des actions de développement, soit qu'une partie du prix du voyage serve au financement d'un projet de réhabilitation ou d'un projet social. »

## Cas concrets
Dans certains cas, l’organisateur ou le voyagiste soutient des actions de développement grâce à une partie du prix du séjour. Ces actions existent presque exclusivement entre les touristes du nord et les populations du sud. Cette approche reste toutefois insuffisante pour définir le tourisme solidaire, le voyage en lui-même devant utiliser des prestataires de service non pas privés mais collaboratifs : Coopérative agricole, indigène, groupement de villageois, association de femmes, associations de structures d'accueil, etc.
En règle générale, une partie des ressources (ou toute lorsque les frais et charges sont payés) sert le projet collectif dans lequel l’hôte est intégré. Cette donnée est souvent difficilement vérifiable par une personne étrangère à la structure. La distribution des ressources est en règle générale, bien mieux appliquée, en toute honnêteté et transparence, lorsque c'est le groupe entier qui en décide, d'où la force de ce concept. 
Une autre forme de solidarité consiste en un tourisme participatif où le visiteur, volontaire, participe physiquement à un projet pour une période définie.